# Mistrzostwa Ameryki Południowej w Piłce Siatkowej Mężczyzn 2011 (składy)
Artykuł grupuje składy wszystkich reprezentacji narodowych w piłce siatkowej, które wystąpiły w Mistrzostwach Ameryki Południowej w Piłce Siatkowej Mężczyzn 2011 odbywających się w Brazylii.
- Przynależność klubowa i wiek na 19 września 2011.
- Zawodnicy oznaczeni literą K to kapitanowie reprezentacji.
- Legenda: 
 Nr - numer zawodnika
 A - atakujący 
 L - libero 
 P - przyjmujący 
 R - rozgrywający 
 Ś - środkowy

## Argentyna
Trener: Javier Weber
Asystent: Flavio Leoni
| Nr | Imię i nazwisko     | Data urodzenia (wiek) | Wzrost (cm) | Klub                        | Pozycja |
| -- | ------------------- | --------------------- | ----------- | --------------------------- | ------- |
| 2  | Iván Castellani     | 19.01.1991 (20)       | 198         | Club Ciudad de Buenos Aires | A       |
| 3  | Martín Blanco Costa | 16.12.1985 (25)       | 202         | Club Sarniento Volley       | Ś       |
| 4  | Lucas Ocampo        | 20.03.1986 (25)       | 196         | La Unión de Formosa         | P       |
| 5  | Nicolás Uriarte     | 21.03.1990 (21)       | 192         | Club Atlético Boca Juniors  | R       |
| 7  | Facundo Conte       | 25.08.1989 (22)       | 198         | Umbria Volley               | P       |
| 9  | Rodrigo Quiroga (K) | 23.03.1987 (24)       | 190         | Porto Ravenna Volley        | P       |
| 11 | Sebastián Solé      | 12.06.1991 (20)       | 202         | Club Ciudad de Bolívar      | Ś       |
| 12 | Federico Pereyra    | 19.06.1988 (23)       | 200         | Vôlei Montes Claros         | A       |
| 14 | Pablo Crer          | 12.06.1989 (22)       | 205         | Club Ciudad de Bolívar      | Ś       |
| 15 | Luciano De Cecco    | 02.06.1988 (23)       | 193         | Gabeca Pallavolo Spa        | R       |
| 16 | Alexis González     | 21.07.1981 (30)       | 184         | Tours VB                    | L       |
| 17 | Mariano Giustiniano | 04.04.1986 (25)       | 189         | Buenos Aires Unidos         | P       |

## Brazylia
Trener: Bernardo Rezende
Asystent: Roberley Leonaldo
| Nr | Imię i nazwisko                  | Data urodzenia (wiek) | Wzrost (cm) | Klub                | Pozycja |
| -- | -------------------------------- | --------------------- | ----------- | ------------------- | ------- |
| 1  | Bruno Mossa Rezende              | 02.07.1986 (25)       | 190         | Cimed Esporte Clube | R       |
| 2  | Wallace Martins                  | 22.03.1983 (28)       | 204         | SESI-SP Esporte     | A       |
| 5  | Sidnei Dos Santos Junior (Sidão) | 09.07.1982 (29)       | 203         | SESI-SP Esporte     | Ś       |
| 8  | Murilo Endres (K)                | 03.05.1981 (30)       | 190         | SESI-SP Esporte     | P       |
| 9  | Théo Fabrício Nery Lopes         | 31.08.1983 (28)       | 199         | RJX Rio de Janeiro  | A       |
| 10 | Sérgio Dutra Santos              | 15.10.1975 (35)       | 184         | SESI-SP Esporte     | L       |
| 11 | Thiago Soares Alves              | 26.07.1986 (25)       | 194         | Panasonic Panthers  | P       |
| 14 | Rodrigo Santana (Rodrigão)       | 17.04.1979 (32)       | 205         | SESI-SP Esporte     | Ś       |
| 15 | João Paulo Bravo                 | 07.01.1979 (32)       | 196         | Arkas Spor Izmir    | P       |
| 16 | Lucas Saatkamp                   | 06.03.1986 (25)       | 209         | RJX Rio de Janeiro  | Ś       |
| 17 | Marlon Muraguti Yared            | 27.07.1977 (34)       | 188         | RJX Rio de Janeiro  | R       |
| 18 | Dante Guimarães Amaral           | 30.09.1980 (30)       | 201         | RJX Rio de Janeiro  | P       |

## Chile
Trener:  Daniel Nejamkin
Asystent:  Iván Villarreal
| Nr | Imię i nazwisko      | Data urodzenia (wiek) | Wzrost (cm) | Klub                 | Pozycja |
| -- | -------------------- | --------------------- | ----------- | -------------------- | ------- |
| 1  | Rafael Grimalt       | 15.09.1986 (25)       | 189         | Linares              | R       |
| 2  | Cristóbal López      | 26.09.1989 (21)       | 196         | Linares              | Ś       |
| 4  | Tomás Parraguirre    | 01.03.1991 (20)       | 194         | Universidad Católica | Ś       |
| 5  | Matías Parraguirre   | 02.07.1987 (24)       | 192         | Manquehue            | P       |
| 6  | Felipe Orrego        | 04.04.1991 (20)       | 180         | Providencia          | R       |
| 7  | Felipe Papagallo     | 11.08.1991 (20)       | 177         | Universidad Católica | L       |
| 8  | Cristóbal Martínez   | 21.02.1986 (25)       | 194         | Doñihue              | P       |
| 11 | Vicente Parraguirre  | 14.10.1994 (16)       | 192         | Manquehue            | P       |
| 12 | Dusan Bonacic        | 19.07.1995 (16)       | 194         | Providencia          | A       |
| 13 | Sebastián Gevert (K) | 23.06.1988 (23)       | 204         | Manquehue            | A       |
| 14 | Doménico Giuria      | 17.11.1991 (19)       | 186         | Manquehue            | Ś       |
| 18 | Angelo Pesenti       | 08.09.1990 (21)       | 198         | Manquehue            | Ś       |

## Kolumbia
Trener: Horacio Dileo
Asystent: Diego Quintero
| Nr | Imię i nazwisko          | Data urodzenia (wiek) | Wzrost (cm) | Klub                          | Pozycja |
| -- | ------------------------ | --------------------- | ----------- | ----------------------------- | ------- |
| 1  | Andrés Ronald Jiménez    | 09.01.1990 (21)       | 198         | Liga Vallecaucana de Voleibol | A       |
| 2  | Juan Camilo Ambuila      | 11.06.1992 (19)       | 195         | Liga Vallecaucana de Voleibol | R       |
| 3  | Adonis Herrera           | 27.09.1983 (27)       | 200         | Liga Vallecaucana de Voleibol | P       |
| 4  | Nicolás Mosquera         | 02.04.1984 (27)       | 194         | Liga Vallecaucana de Voleibol | A       |
| 5  | Faver Rivas              | 06.11.1988 (22)       | 198         | Liga Vallecaucana de Voleibol | Ś       |
| 6  | Julian Andrés Chury      | 29.02.1988 (23)       | 194         | Liga Vallecaucana de Voleibol | P       |
| 7  | Alejandro Rentería       | 03.03.1995 (16)       | 191         | Liga Vallecaucana de Voleibol |         |
| 8  | Carlos Mosquera          | 01.07.1991 (20)       | 200         | Liga Vallecaucana de Voleibol | Ś       |
| 9  | Daniel Augusto Vanegas   | 26.06.1990 (21)       | 192         | Liga Antioqueña de Voleibol   | P       |
| 12 | Jaime Andrés Viáfara (K) | 18.03.1981 (30)       | 205         | Liga Vallecaucana de Voleibol | Ś       |
| 15 | Sebastián Quiroz         | 26.04.1986 (25)       | 190         | Liga Antioqueña de Voleibol   | L       |
| 16 | Víctor Hugo Salamanca    | 18.01.1993 (18)       | 188         | Liga Vallecaucana de Voleibol | R       |

## Paragwaj
Trener: Carlos Heyn
Asystent: Hugo Gaona
| Nr | Imię i nazwisko     | Data urodzenia (wiek) | Wzrost (cm) | Klub                             | Pozycja |
| -- | ------------------- | --------------------- | ----------- | -------------------------------- | ------- |
| 1  | Mauricio Brizuela   | 24.07.1982 (29)       | 193         | Olimpia Voley                    | L       |
| 2  | Hugo Pankratz       | 28.04.1975 (36)       | 178         | Olimpia Voley                    | R       |
| 4  | Mauro Jorge         | 02.02.1986 (25)       | 194         | Universidad Autónoma de Asunción | Ś       |
| 5  | José Gaona          | 25.08.1985 (26)       | 202         | Deportivo Colón                  | P       |
| 6  | Sinforiano Martínez | 21.05.1977 (34)       | 188         | Deportivo Colón                  | A       |
| 7  | Richard Sanabria    | 04.09.1988 (23)       | 180         | Sport Venezuela                  | P       |
| 8  | Roberto Bogado (K)  | 22.06.1972 (39)       | 173         | Deportivo Colón                  | R       |
| 9  | Luis Riveros        | 11.03.1984 (27)       | 198         | Olimpia Voley                    | A       |
| 10 | Jorge Gaona         | 26.07.1983 (28)       | 195         | Olimpia Voley                    | Ś       |
| 14 | José Ortiz          | 21.01.1979 (32)       | 189         | Deportivo Colón                  | P       |
| 17 | Gonzallo Gamarra    | 12.05.1984 (27)       | 190         | Olimpia Voley                    | Ś       |
| 18 | Juan Mendoza        | 02.06.1985 (27)       | 187         | Deportivo Colón                  | P       |

## Urugwaj
Trener: Rafael Codina
Asystent: Eduardo Alberti
| Nr | Imię i nazwisko       | Data urodzenia (wiek) | Wzrost (cm) | Klub                        | Pozycja |
| -- | --------------------- | --------------------- | ----------- | --------------------------- | ------- |
| 3  | Emiliano Vázquez      | 06.02.1991 (20)       | 188         | Universidad de la República | P       |
| 5  | Emiliano Francoise    | 12.10.1985 (25)       | 173         | Carmelo Rowing Club         | L       |
| 6  | Gastón Karlen         | 12.12.1984 (26)       | 181         | Universidad de la República | R       |
| 7  | Rubén Postiglioni (K) | 20.01.1979 (32)       | 184         | Nacional                    | P       |
| 9  | Maximiliano Santiago  | 26.04.1987 (24)       | 194         | Club Atlético Bohemios      | Ś       |
| 10 | Ignacio Acosta        | 16.07.1989 (22)       | 181         | Club Atlético Bohemios      | P       |
| 11 | Renzo Cairús          | 12.03.1990 (21)       | 193         | Nacional                    | A       |
| 12 | Gonzalo Bonnet        | 15.07.1986 (25)       | 194         | Nacional                    | Ś       |
| 13 | Alejandro Michelena   | 29.08.1975 (36)       | 195         | Club Atlético Bohemios      | Ś       |
| 15 | Mateo Carámbula       | 13.08.1992 (19)       | 190         | Club Atlético Bohemios      | A       |
| 16 | Rodrigo Colina        | 13.03.1990 (21)       | 190         | Club Atlético Bohemios      | P       |
| 17 | Fabricio Martínez     | 18.01.1990 (21)       | 186         | Club Atlético Bohemios      | R       |

## Wenezuela
Trener:  Idolo Gilberto Herrera Delgado
Asystent: Yonathan Rojas
| Nr | Imię i nazwisko    | Data urodzenia (wiek) | Wzrost (cm) | Klub             | Pozycja |
| -- | ------------------ | --------------------- | ----------- | ---------------- | ------- |
| 2  | Pedro Brito        | 08.01.1993 (18)       | 188         | Nueva Esparta    | R       |
| 3  | Alejandro Sanoja   | 15.04.1992 (19)       | 192         | Barinas          | P       |
| 4  | Héctor Mata        | 27.01.1991 (20)       | 188         | Anzoátegui       | L       |
| 5  | Emerson Rodríguez  | 02.02.1993 (18)       | 200         | Distrito Capital | Ś       |
| 6  | Carlos Páez        | 09.11.1991 (19)       | 192         | Carabobo         | R       |
| 8  | Daniel Arteaga     | 30.05.1994 (17)       | 192         | Distrito Capital | L       |
| 10 | Kervin Piñerua (K) | 22.02.1991 (20)       | 191         | Miranda          | A       |
| 11 | Jhoser Contreras   | 03.04.1991 (20)       | 191         | Zulia            | P       |
| 12 | José Henríquez     | 06.02.1990 (21)       | 197         | Anzoátegui       | Ś       |
| 13 | Jesús Chourio      | 02.01.1992 (19)       | 201         | Zulia            | Ś       |
| 15 | Luis Arias         | 17.01.1989 (22)       | 196         | Anzoátegui       | P       |
| 17 | Daniel Escobar     | 10.07.1990 (21)       | 202         | Miranda          | Ś       |